# Если... (фильм)
«Если…» (англ. If…) — британская драма режиссёра Линдсея Андерсона, посвящённая жизни в британских частных школах. Фильм стал скандально известным благодаря сценам восстания в школе и ассоциируется с контркультурой 1960-х годов, поскольку был снят независимым режиссёром во время парижских демонстраций в мае 1968 года. На протяжении всего фильма сюжет сопровождается сюрреалистическими элементами. После премьеры в Британии фильм получил рейтинг X.
Роль Мика Трэвиса стала дебютной ролью Малкольма Макдауэлла в большом кино. Макдауэлл играл главную роль и в остальных частях трилогии Андерсона о Мике («О, счастливчик!» и «Госпиталь „Британия“»). Фильм получил главный приз Каннского кинофестиваля «Золотую пальмовую ветвь». В 2004 году журнал Total Film поставил фильм на 16-е место в списке величайших британских фильмов, а Британский институт кино удостоил фильм 12-го места в подобном списке. В 2007 году компания Criterion Collection выпустила фильм в DVD формате, релиз состоялся 19 июня.

## Сюжет
Действие происходит в английской частной школе для мальчиков, герои — Мик Трэвис (Малкольм Макдауэлл) и двое его друзей, противостоящие жёсткой школьной системе. Телесные наказания, произвол старших над первокурсниками, доносы, казарменный быт — всё это постепенно укореняет в молодых людях ненависть к царящим порядкам. В день основания Трэвис, его девушка и друзья расстреливают школьников с крыши из найденных в тайнике автоматов. Персонал школы открывает ответный огонь, фильм заканчивается сценой перестрелки.

## В ролях
- Малкольм Макдауэлл — Мик
- Дэвид Вуд — Джонни
- Ричард Уорвик — Уоллес
- Кристина Нунан — девушка
- Руперт Уэбстер — Бобби Филипс
- Роберт Суонн — Раунтри
- Хью Томас — Денсон
- Майкл Кэдман — Фортинбрас
- Питер Спраул — Барнс
- Питер Джеффри — директор
- Артур Лоу — мистер Кемп
- Мона Уошборн — матрона

## Работа над фильмом

Режиссёр фильма Линдсей Андерсон (слева) и исполнитель главной роли Малкольм Макдауэлл (справа) во время съёмок фильма

Сценарий фильма написал британский сценарист Дэвид Шервин, опираясь в значительной степени на собственный опыт учёбы в Тонбриджской школе графства Кент. Сценарий носил рабочее название «Крестоносцы» (англ. Crusaders). В 1960 году Шервин и его соавтор Джон Хоулетт предложили экранизировать сценарий режиссёру Сизу Холту, который до этого работал монтажёром на студии Ealing Studios и к тому времени срежиссировавший несколько картин для студии Hammer Film Productions. Холт почувствовал, что не готов режиссировать сам, но предложил продюсировать фильм. Они также определили образ главного героя, который должен был выглядеть как Джим Старк из фильма 1955 года «Бунтарь без причины» и нервный срыв которого должен послужить сигналом к действию. В результате поисков режиссёра Холт в пабе «Сохо» представил Шервина Линдсею Андерсону, который и занял режиссёрское кресло.
Фильм снимали в Челтенхэмском колледже — альма-матер Андерсона. Хотя в соглашении не было установлено, что съёмки должны проходить именно там, директор школы Дэвид Эшкрофт убедил руководство согласиться на то, чтобы фильм был снят именно в их школе. Съёмки начались в середине марта 1968 года и продолжалась в течение трёх недель в течение семестра. Школьники, появившиеся в массовке, были реальными учениками школы, которые оставались после уроков, чтобы принять участие в съёмках. В одной из сцен Питер Джеффри, сыгравший роль директора школы, выступает перед школьными старостами, некоторые из которых были настоящими. За каждый день съёмок колледж получал по £ 1000 в течение 20 дней.
Олденхемская школа в Эльстрее, Хартфордшир, была использована для дальнейших съёмок после окончания срока летних договорённостей о съёмках в Челтнеме. Кафе «J&H Packhorse Cafe», где снималась одна из сцен фильма, располагалось на дороге A5, а не в Челтнеме, как изначально предполагалось. Сцена «комнаты развлечений» была снята в комнате школьного общежития Олденхемской школы, которую арендовали для съёмок. Съёмки общей спальни проводились там же, в том числе съёмки длинной комнаты для детей и комнаты с деревянными перегородками. Сцена в душе и туалете снималась в раздевалке общежития. Съёмки на природе, включая финальную перестрелку на крыше, проходили в Челтенхэмском колледже, после окончания семестра. Актовый день снимался внутри церкви святого Джека на улице Альбион в Челтенхэме. Сцена угона мотоцикла из магазина снималась в Broadway Motor Company на Гладстон роуд в Лондоне. Сейчас на месте гаража стоит бар «Везерспун» (англ. Wetherspoons pub).
Любовная сцена между девушкой и Трэвисом (часть сцены в кафе) была полностью придумана Макдауэллом, который хотел увидеть исполнительницу роли, Кристину Нунан, обнажённой. Андерсон согласился с просьбой Малкольма и ввёл сцену в фильм. Он счёл необходимым, чтобы Макдауэлл спросил у Кристины разрешения. Та в свою очередь ответила: «Я не против» (англ. I don't mind).
В фильме были использованы чёрно-белые вставки. В аудиокомментариях, подготовленных к DVD релизу 2007 года, Малкольм Макдауэлл сказал, что работы по освещению часовни заняли бы гораздо больше времени для съёмок в цветном варианте, нежели в чёрно-белом. Время на съёмку в ней было ограничено, и Андерсон решил снимать сцену на чёрно-белую плёнку. Подобный эффект был использован во время съёмок некоторых других сцен для улучшения «текстуры» (англ. texture) фильма. Сам Андерсон ещё в детстве был сильно впечатлён гангстерским фильмом, начинавшимся чёрно-белым и заканчивавшимся в цвете. Другой причиной использования смешанной колоризации фильма был ограниченный бюджет фильма, поэтому под конец съёмок использовалась чёрно-белая плёнка.

## Художественные особенности
На примере жизни маленького сообщества учеников школы в фильме исследуется проблема подавления индивидуальности властью (в том числе подавление сексуальности) и те следствия, к которым это приводит: если противоречия властной системы остаются неразрешёнными, единственным выходом оказывается радикальное действие. Эта тема была близка Андерсону, который утверждал, что всегда симпатизировал революционерам. По его собственному свидетельству, в работе над фильмом он вдохновлялся классической лентой Жана Виго «Ноль по поведению» и называл «Если….» «брехтовским фильмом». Помимо элементов брехтовского метода в фильме прослеживается влияние документального реализма в духе Джона Осборна и движения «Свободное кино»; с другой стороны, наличие сюрреалистических эпизодов свидетельствует о трудности разграничения реальности и фантазии в жизни персонажей.

## Награды
Данные приведены по материалам сайта Internet Movie Database.
| Награждён                          | Каннский кинофестиваль (1969) |
| Золотая пальмовая ветвь (Гран-при) | Лучший фильм — «Если»         |

| Номинирован | Британская академия кино и телевизионных искусств (1969)          |
| BAFTA       | Лучший режиссёр — Линдсей Андерсон Лучший сценарий — Дэвид Шервин |

| Номинирован    | Золотой глобус (1970)                          |
| Золотой глобус | Лучший англоязычный иностранный фильм — «Если» |